# Campoplex triannulatus
Campoplex triannulatus är en stekelart som först beskrevs av Cameron 1908.  Campoplex triannulatus ingår i släktet Campoplex och familjen brokparasitsteklar. Inga underarter finns listade.